# ヒッチハイク

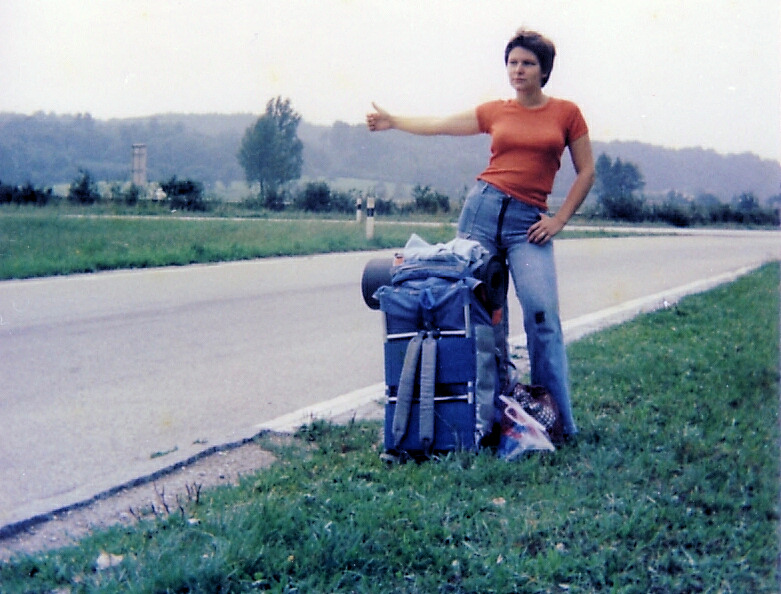
ヒッチハイクの風景（ルクセンブルクにて、1977年）。腕を水平方向にまっすぐ伸ばし、親指を立てている。

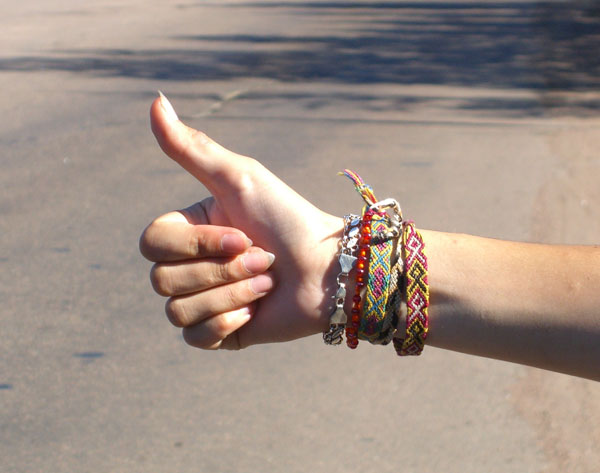
ヒッチハイクの意思表示となる、親指を立てるサイン

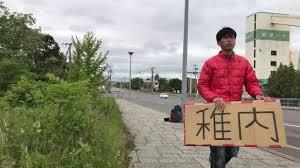
日本でのユーチューバーによるヒッチハイクの様子（北海道）

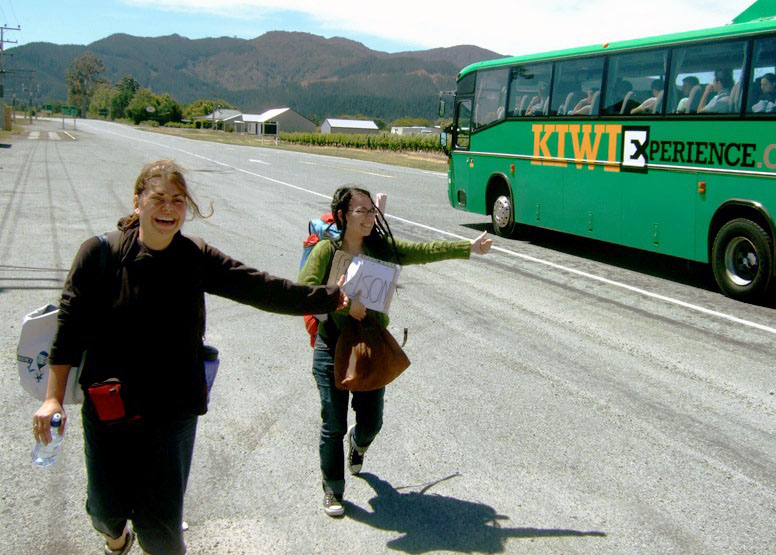
自分の行きたい場所（目的地）を紙や段ボールなどに書いて腹あたりに持ちドライバーに見せる、というのもしばしば行われる方法である（写真はニュージーランド、2006年）

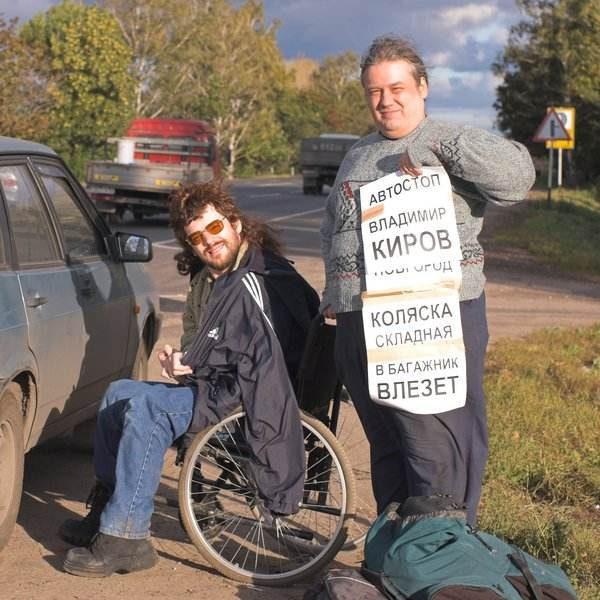
ロシアでヒッチハイクをする車いすの男性

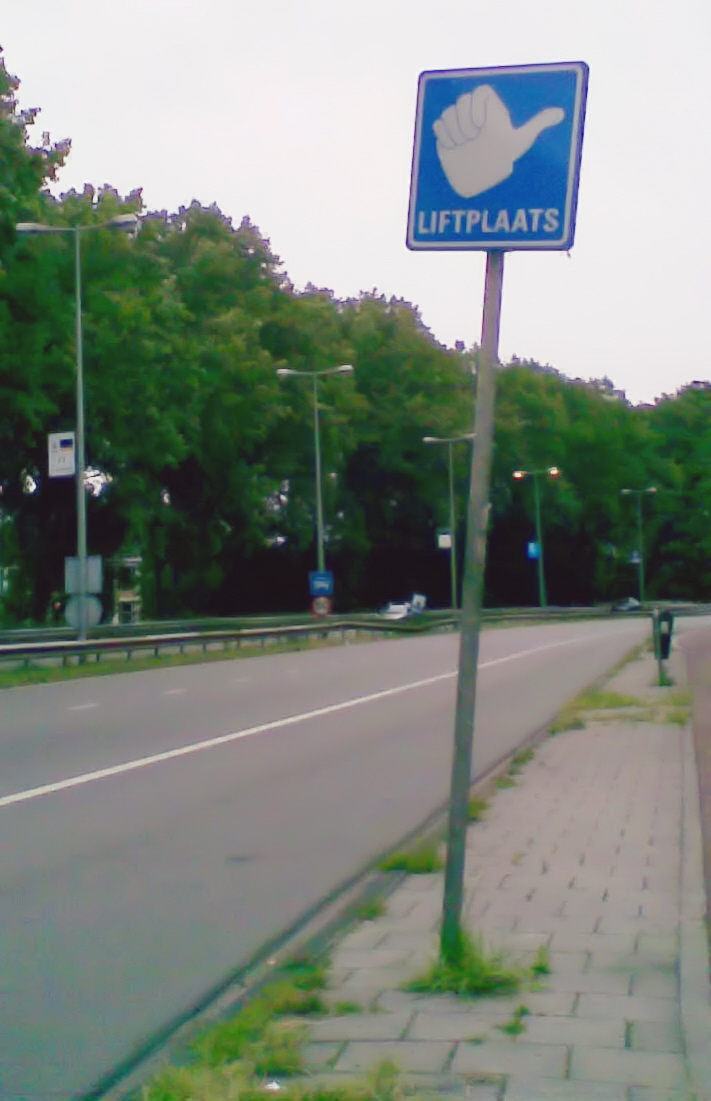
アムステルダム近郊のヒッチハイクをするのに適した場所を示すための道路標識

ヒッチハイク（英語: Hitch hike）とは、通りがかりの自動車に（無料で）乗せてもらうこと。この方法で旅することをヒッチハイキング（Hitchhiking）、旅行者はヒッチハイカー（Hitch hiker）と呼ばれる。

## 概説

### 方法
多くの場合、通りすがりの自動車に無料で乗せてもらう行動を指す。交通量の多い道路の脇に立ち、腕を肩から水平方向に目一杯伸ばし、親指を突き立てたサムズアップを取ることがヒッチハイクの意思表示とされている。行き先（目的地）を大きく書いた紙や、ボードを胸や腹あたりに掲げることも多い。

### マナー
乗せて貰ったからといって寝てしまったり、運転手の迷惑になる行為をすることは厳禁で、ヒッチハイクの最低限のマナーとされている。

### ヒッチハイカーの目的
ヒッチハイクをする側の理由としては、旅行費の節約や冒険をしてみたい、などがあげられる。

### 運転者の目的
ヒッチハイカーを乗せてみようと思うドライバー側の動機としては、例えば、困っている人を見るとふと人助けしたくなる心情、好奇心、若者（特に所持金が少なそうな若者）を応援してあげたいという年配者の気持ち、自分もヒッチハイクをしたことがあり一種の恩返し（恩送り）として乗せる、独りで長距離運転している退屈を紛らわしたい気持ち、などである。長距離トラックなどの運転手の好意で成立する場合もある。ただし、最近は運送会社の規定により同乗禁止になっている場合や、運送業界全体の過酷な勤務状況から、以前ほど乗せてくれない傾向が強まった。

### ヒッチハイク禁止
かつてはヒッピー文化の影響で、世界中でヒッチハイクによる旅行を行う若者が相当多数いたが、その後一部の国で法令で禁止されたことなどもあって、現在では世界旅行で縦横無尽に移動する手段としてヒッチハイクを選択する文化は以前に比べると衰退傾向にある。
だが現在でも、特に禁止はされていない国や認められている国は多く、各国の事情に応じて行われている。

### 危険性
ヒッチハイクは見ず知らずの他人と一緒に車に乗るため、お互いに相手の素性はわからない。そのため、ヒッチハイクをする側または運転者側に何らかの思惑が在る場合、犯罪などのトラブルに発展する危険性も孕んでいる。運転者が男性でヒッチハイカーが女性の場合、ひと気のない場所に駐車して強姦や強制猥褻の被害を受けた事例もある（それらの事例を悪用した誣告・冤罪事件もあり得る。）。また、現金などの金品や車輛そのものを強奪したり、運転者を殺害するつもりでヒッチハイカーになりすます者もいる（勝田清孝事件など）。

## 日本の場合
日本でも法的に禁止されているわけではないため、地域・季節によっては（例えば夏の北海道などでは）それなりの数、行われている。ヒッチハイクで日本一周することも可能で、近年も体験本などが複数出版されていたり、テレビ番組として企画・制作され、放送される場合もある（下節参照）。また、インターネット時代に入り、ヒッチハイクの様子をリアルタイムでYouTubeなどでライブ配信する者もいる。

## ヒッチハイクを扱った書籍や作品
体験本
- ヒッチハイクで日本一周 - 山添勝志著、2007年。ヒッチハイクの体験本。沖縄から北海道まで、ヒッチハイクで日本一周を企てた珍道中を書籍化したもの。ISBN 4860951883
- ヒッチハイク女子、人情列島を行く！ - 池田知晶著、2011年。ヒッチハイクの体験本。1年4ヶ月かけてヒッチハイクによる日本一周を達成した経験をまとめた本。ISBN 4198631166
- 「オン・ザ・ロード 1972」80日間ヒッチハイク日本一周

他の本
- 消えるヒッチハイカー - ジャン・ハロルド・ブルンヴァン著。ヒッチハイカーが運転手に殺される、などの都市伝説をまとめた本。

映画 ほか
ヒッチハイクを取り上げた映像作品は、特に古くから自動車の普及したアメリカ合衆国で多く作られてきた。長駆の移動を伴うことから、必然的にロードムービーとしての色彩を帯びた作品が多い。危険性をテーマにした犯罪映画も少なくない。
- 或る夜の出来事 - 1934年のアメリカ映画でフランク・キャプラ監督、スクリューボール・コメディの古典。主役の新聞記者クラーク・ゲーブルがサムズアップでヒッチハイクの手本を見せるがまったく車が止まらず、ヒロインのクローデット・コルベールが路上に脚線美を見せて一発で車を止める、という有名なギャグがある。1930年代当時、すでにヒッチハイクがアメリカにおける最低限の移動手段として広まっていたことの一例でもある。
- ヒッチ・ハイカー The Hitch-Hiker - 1953年のアメリカ映画。女優アイダ・ルピノが監督・脚本を手がけた。1950年12月-翌年1月にかけヒッチハイカーを装って犯行を重ね死刑となった連続強盗殺人犯ビリー・クック（英語版）の実話が題材。低予算のB級フィルム・ノワールであるが、類似の犯罪映画の先駆となった。
- ヒッチハイク (1977年の映画) - 1977年のイタリア・アメリカの合作映画。
- ヒッチャー - ルトガー・ハウアー主演による1986年のアメリカ映画。アイダ・ルピノの「ヒッチ・ハイカー」のリメイクであるが、時代に合わせて内容はさらにバイオレントになっている。
- テルマ&ルイーズ - 1991年のアメリカ映画。ブラッド・ピットが食わせ者のヒッチハイカー役を演じた。
- 銀河ヒッチハイク・ガイド -（1978年～）ダグラス・アダムス著。主人公が宇宙をヒッチハイクによってまわるというSFコメディ（ラジオ番組、映画など）

TV番組
- 進め!電波少年 - 猿岩石の「ユーラシア大陸横断ヒッチハイク」、ドロンズの「南北アメリカ大陸縦断ヒッチハイク」、そして朋友（パンヤオ）の「南北アフリカ・ヨーロッパ大陸縦断ヒッチハイク」といった、いわゆる「ヒッチハイク三部作」等、番組企画でヒッチハイクによる旅行の模様が放送された。これらの出演者が行程中に書きためていた日記は日本テレビよりそれぞれ出版されている。
- おにぎりあたためますか - 北海道テレビ放送制作のバラエティ番組。
- 『トラック乗り継ぎの旅』- BSジャパン放送。ヒッチハイクに特化したテレビ番組。
- 車あるんですけど…? - テレビ東京制作のバラエティ番組。